# 71ste Oscaruitreiking
De 71ste Oscaruitreiking, waarbij prijzen werden uitgereikt aan de beste prestaties in films uit 1998, vond plaats op 21 maart 1999 in het Dorothy Chandler Pavilion in Los Angeles. De ceremonie werd voor de derde keer gepresenteerd door Whoopi Goldberg. De genomineerden werden op 9 februari bekendgemaakt door Robert Rehme, voorzitter van de Academy, en acteur Kevin Spacey in het Samuel Goldwyn Theater te Beverly Hills.
De grote winnaars van de avond waren Shakespeare in Love, met in totaal dertien nominaties en zeven Oscars, en Saving Private Ryan, met in totaal elf nominaties en vijf Oscars.

## Winnaars en genomineerden
De winnaars staan bovenaan in vet lettertype.

#### Beste film
- Shakespeare in Love
  - Elizabeth
  - Life Is Beautiful
  - Saving Private Ryan
  - The Thin Red Line

#### Beste regisseur
- Steven Spielberg - Saving Private Ryan
  - Roberto Benigni - Life Is Beautiful
  - John Madden - Shakespeare in Love
  - Terrence Malick - The Thin Red Line
  - Peter Weir - The Truman Show

#### Beste mannelijke hoofdrol
- Roberto Benigni - Life Is Beautiful
  - Tom Hanks - Saving Private Ryan
  - Ian McKellen - Gods and Monsters
  - Nick Nolte - Affliction
  - Edward Norton - American History X

#### Beste vrouwelijke hoofdrol
- Gwyneth Paltrow - Shakespeare in Love
  - Cate Blanchett - Elizabeth
  - Fernanda Montenegro - Central Station
  - Meryl Streep - One True Thing
  - Emily Watson - Hilary and Jackie

#### Beste mannelijke bijrol
- James Coburn - Affliction
  - Robert Duvall - A Civil Action
  - Ed Harris - The Truman Show
  - Geoffrey Rush - Shakespeare in Love
  - Billy Bob Thornton - A Simple Plan

#### Beste vrouwelijke bijrol
- Judi Dench - Shakespeare in Love
  - Kathy Bates - Primary Colors
  - Brenda Blethyn - Little Voice
  - Rachel Griffiths - Hilary and Jackie
  - Lynn Redgrave - Gods and Monsters

#### Beste originele scenario
- Shakespeare in Love - Marc Norman en Tom Stoppard
  - Bulworth - Warren Beatty en Jeremy Pikser
  - Life Is Beautiful - Vincenzo Cerami en Roberto Benigni
  - Saving Private Ryan - Robert Rodat
  - The Truman Show - Andrew Niccol

#### Beste bewerkte scenario
- Gods and Monsters - Bill Condon
  - Out of Sight - Scott Frank
  - Primary Colors - Elaine May
  - A Simple Plan - Scott B. Smith
  - The Thin Red Line - Terrence Malick

#### Beste niet-Engelstalige film
- Life Is Beautiful - Italië
  - Central Station - Brazilië
  - Children of Heaven - Iran
  - The Grandfather - Spanje
  - Tango - Argentinië

#### Beste documentaire
- The Last Days - James Moll en Ken Lipper
  - Dancemaker - Matthew Diamond en Jerry Kupfer
  - The Farm: Angola, U.S.A. - Jonathan Stack en Liz Garbus
  - Lenny Bruce: Swear to Tell the Truth - Robert B. Weide
  - Regret to Inform - Barbara Sonneborn en Janet Cole

#### Beste camerawerk
- Saving Private Ryan - Janusz Kamiński
  - A Civil Action - Conrad L. Hall
  - Elizabeth - Remi Adefarasin
  - Shakespeare in Love - Richard Greatrex
  - The Thin Red Line - John Toll

#### Beste montage
- Saving Private Ryan - Michael Kahn
  - Life Is Beautiful - Simona Paggi
  - Out of Sight - Anne V. Coates
  - Shakespeare in Love - David Gamble
  - The Thin Red Line - Billy Weber, Leslie Jones en Saar Klein

#### Beste artdirection
- Shakespeare in Love - Martin Childs en Jill Quertier
  - Elizabeth - John Myhre en Peter Howitt
  - Pleasantville - Jeannine Oppewall en Jay Hart
  - Saving Private Ryan - Tom Sanders en Lisa Dean Kavanaugh
  - What Dreams May Come - Eugenio Zanetti en Cindy Carr

#### Beste originele muziek

##### Drama
- Life Is Beautiful - Nicola Piovani
  - Elizabeth - David Hirschfelder
  - Pleasantville - Randy Newman
  - Saving Private Ryan - John Williams
  - The Thin Red Line - Hans Zimmer

##### Musical of komedie
- Shakespeare in Love - Stephen Warbeck
  - A Bug's Life - Randy Newman
  - Mulan - Muziek: Matthew Wilder, tekst: David Zippel, orkestratie: Jerry Goldsmith
  - Patch Adams - Marc Shaiman
  - The Prince of Egypt - Muziek en tekst: Stephen Schwartz, orkestratie: Hans Zimmer

#### Beste originele nummer
- "When You Believe" uit The Prince of Egypt - Muziek en tekst: Stephen Schwartz
  - "I Don't Want to Miss a Thing" uit Armageddon - Muziek en tekst: Diane Warren
  - "The Prayer" uit Quest for Camelot - Muziek: Carole Bayer Sager en David Foster, tekst: Carole Bayer Sager, David Foster, Tony Renis en Alberto Testa
  - "A Soft Place to Fall" uit The Horse Whisperer - Muziek en tekst: Allison Moorer en Gwil Owen
  - "That'll Do" uit Babe: Pig in the City - Muziek en tekst: Randy Newman

#### Beste geluid
- Saving Private Ryan - Gary Rydstrom, Gary Summers, Andy Nelson en Ronald Judkins
  - Armageddon - Kevin O'Connell, Greg P. Russell en Keith A. Wester
  - The Mask of Zorro - Kevin O'Connell, Greg P. Russell en Pud Cusack
  - Shakespeare in Love - Robin O'Donoghue, Dominic Lester en Peter Glossop
  - The Thin Red Line - Andy Nelson, Anna Behlmer en Paul Brincat

#### Beste geluidseffectbewerking
- Saving Private Ryan - Gary Rydstrom en Richard Hymns
  - Armageddon - George Watters II
  - The Mask of Zorro - David McMoyler

#### Beste visuele effecten
- What Dreams May Come - Joel Hynek, Nicholas Brooks, Stuart Robertson en Kevin Mack
  - Armageddon - Richard R. Hoover, Pat McClung en John Frazier
  - Mighty Joe Young - Rick Baker, Hoyt Yeatman, Allen Hall en Jim Mitchell

#### Beste kostuumontwerp
- Shakespeare in Love - Sandy Powell
  - Beloved - Colleen Atwood
  - Elizabeth - Alexandra Byrne
  - Pleasantville - Judianna Makovsky
  - Velvet Goldmine - Sandy Powell

#### Beste grime
- Elizabeth - Jenny Shircore
  - Saving Private Ryan - Lois Burwell, Conor O'Sullivan en Daniel C. Striepeke
  - Shakespeare in Love - Lisa Westcott en Veronica Brebner

#### Beste korte film
- Election Night (Valgaften) - Kim Magnusson en Anders Thomas Jensen
  - Culture - Will Speck en Josh Gordon
  - Holiday Romance - Alexander Jovy en JJ Keith
  - La Carte Postale (The Postcard) - Vivian Goffette
  - Victor - Simon Sandquist en Joel Bergvall

#### Beste korte animatiefilm
- Bunny - Chris Wedge
  - The Canterbury Tales - Christopher Grace en Jonathan Myerson
  - Jolly Roger - Mark Baker
  - More - Mark Osborne en Steve Kalafer
  - When Life Departs - Karsten Kiilerich en Stefan Fjeldmark

#### Beste korte documentaire
- The Personals: Improvisations on Romance in the Golden Years - Keiko Ibi
  - A Place in the Land - Charles Guggenheim
  - Sunrise over Tiananmen Square - Shui-Bo Wang en Donald McWilliams

#### Irving G. Thalberg Memorial Award
- Norman Jewison

#### Ere-award
- Elia Kazan, als erkenning voor zijn onvergetelijke bijdragen aan de kunst van het regisseren.[2]

## Films met meerdere nominaties
De volgende films ontvingen meerdere nominaties:
| Nominaties | Film                 | Awards |
| ---------- | -------------------- | ------ |
| 13         | Shakespeare in Love  | 7      |
| 11         | Saving Private Ryan  | 5      |
| 7          | Elizabeth            | 1      |
| 7          | Life Is Beautiful    | 3      |
| 7          | The Thin Red Line    |        |
| 4          | Armageddon           |        |
| 3          | Gods and Monsters    | 1      |
| 3          | Pleasantville        |        |
| 3          | The Truman Show      |        |
| 2          | Affliction           | 1      |
| 2          | Central Station      |        |
| 2          | A Civil Action       |        |
| 2          | Hilary and Jackie    |        |
| 2          | The Mask of Zorro    |        |
| 2          | Out of Sight         |        |
| 2          | Primary Colors       |        |
| 2          | The Prince of Egypt  | 1      |
| 2          | A Simple Plan        |        |
| 2          | What Dreams May Come | 1      |